# Federico Casal Martínez
Federico Casal Martínez (Cartagena, 9 de agosto de 1867-Cartagena, 2 de junio de 1955) fue un compositor, jurista e historiador español, especializado en la historia local de la ciudad de Cartagena, en la que ocupó el cargo de cronista oficial.

## Biografía

### Cronista de Cartagena
En su juventud, Casal cursó estudios de Derecho, y en 1892 obtuvo una plaza como procurador de los tribunales en la Audiencia Provincial de Albacete. En 1895 se integró en la logia masónica Los Diez Hermanos, donde adoptó el nombre simbólico de Milton. Al cabo de unos años, su atención viró sin embargo hacia la escritura, componiendo diversas zarzuelas e introduciéndose en la historia de su ciudad natal a través de la investigación en los archivos. Así, el 27 de diciembre de 1912 recibía de manos del alcalde Manuel Más Gilabert el título de cronista oficial de Cartagena, que había quedado vacante tras la renuncia de Vicente Medina.

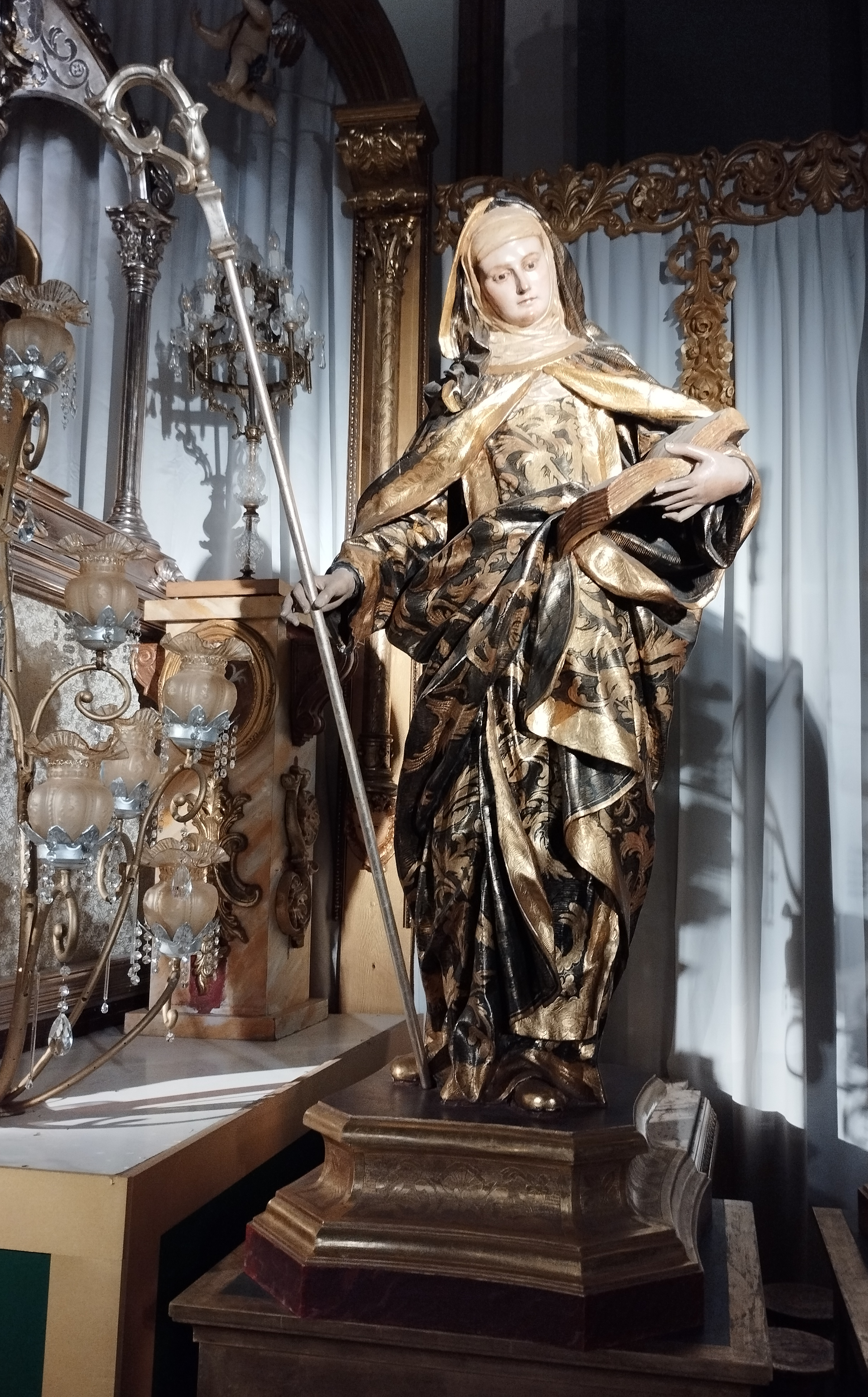
Santa Florentina, una de las imágenes conservadas por la intervención de Federico Casal.

En 1922 pasó también a ocupar el puesto de archivero-bibliotecario, y con la donación de sus propios fondos librarios favoreció la fundación de la Biblioteca Municipal. Sus actividades en favor de la protección del patrimonio y la difusión de la historia y cultura local le granjearon en 1925 el reconocimiento como Hijo Predilecto de Cartagena, y dos años después el ingreso en la Real Academia de la Historia como académico correspondiente. A estas distinciones se acabarían sumando la representación de Cartagena en la Exposición Iberoamericana de Sevilla y el I Congreso Internacional de Historia de España en Barcelona (1929), así como los nombramientos de académico numerario de la Real Academia Alfonso X el Sabio y vocal del Cuerpo General de Cronistas Oficiales de España.

### Actuación durante la guerra civil
La actuación más destacada de Federico Casal en la defensa del patrimonio histórico-artístico de Cartagena llegó cuando el 25 de julio de 1936, una semana después del golpe de Estado que desembocó en la guerra civil española, tuvieron lugar una serie de disturbios anticlericales por parte de grupos de civiles y milicianos incontrolados, en el curso de los cuales fueron asaltadas la mayoría de iglesias de Cartagena y destruidas las obras de arte religioso que albergaban.
En este contexto, el Ayuntamiento delegó en Casal la salvación de cuantas piezas resultara posible, de forma que consiguió preservar la talla medieval de la Virgen del Rosell y las imágenes de los Cuatro Santos que esculpiera Francisco Salzillo en el siglo XVIII. Asimismo, se aseguró de proteger, entre otras obras y documentos, el archivo parroquial de Santa María de Gracia y el crucifijo de marfil del Cristo de Lepanto, que según la tradición obsequió Juan de Austria al pueblo de Cartagena, y ocultó en su propia casa el Cristo yacente (1926) de José Capuz.
Terminado el conflicto y con la ciudad en posesión de las autoridades franquistas, el cronista cooperó en las investigaciones relacionadas con la represión sobre individuos de significación izquierdista mediante la inspección de la prensa publicada durante el periodo republicano, y expurgando los libros de la biblioteca municipal que no se adecuaban con la ideología del nuevo régimen. Fueron denunciados como consecuencia de esta actuación, entre otros, el historiador Antonio Puig Campillo y el poeta Ramón Perelló y Ródenas.

## Obras principales

### Composiciones teatrales
- El descuajen. 1910.
- El triunfo de Gavira. 1915.
- A la China me voy. 1916.
- El concejal. 1917.
- Pasando el rato. 1918.
- Así anda el mundo. 1918.

### Historia y temas cartageneros
- Leyendas, tradiciones y hechos históricos de Cartagena. Cartagena: Imprenta de Horacio Escarabajal. 1911.
- Documentos históricos inéditos: cartas dirigidas por el Ayuntamiento de Cartagena al rey, consejeros, autoridades, abogados, agentes, comunidades, ciudades, etc., etc., desde el año 1603 al 1616. Cartagena: Levantina de Artes Gráficas. 1913.
- El libro de la ciudad de Cartagena (guía oficial). Cartagena. 1923.
- Cartagena durante la dominación romana. Cartagena: Imprenta de la Viuda de Manuel Carreño. 1928.
- El escudo de armas de la muy noble y muy leal ciudad de Cartagena. Cartagena: Imprenta de la Viuda de Manuel Carreño. 1929.
- Historia de las calles de Cartagena, precedida de un ensayo histórico-topográfico de la ciudad, desde los más remotos tiempos. Cartagena: Imprenta de la Viuda de Manuel Carreño. 1930.
- El fuero de Córdoba otorgado a la ciudad de Cartagena en 1246 por el rey Don Fernando III. Cartagena: Imprenta de la Viuda de Manuel Carreño. 1931.
- Historia de la ciudad de Cartagena reinando Felipe III (1598-1621). Cartagena: Imprenta de la Viuda de Manuel Carreño. 1932.
- Nuevo libro de la ciudad de Cartagena y su término municipal: comercio, industria, turismo (guía oficial). Cartagena: Imprenta de la Viuda de Manuel Carreño. 1933.
- Historia de Cartagena bajo el reinado de D. Pedro I de Castilla (1350-1369): una página de la Edad Media. Cartagena: Imprenta de la Viuda de Manuel Carreño. 1933.
- Dos epidemias de peste bubónica en Cartagena, en el siglo XVII (1648 y 1676) y una terrible de paludismo en 1785. Murcia: Real Academia Alfonso X el Sabio. 1951.